# Posta San Martín Dos
Posta San Martín Dos, aussi appelée Posta San Martín N° 2 ou San Martín 2, est une localité argentine située dans le département de Patiño, province de Formosa.

## Histoire
Territoire de la nation Mataco, elle n'a jamais cédée facilement aux conquérants espagnols. En 1781, 65 guerriers adultes, 12 enfants, et 13 femmes ont été tués.
Son nom, plus précisément le chiffre 2, provient du fait que ses premiers colons venaient de San Martín 1, qui est la ville la plus ancienne. Elle a été fondée le 4 août 1935, date à laquelle a été fondée la première école de la localité, l'école provinciale no 110, et c'est à cette date qu'est célébrée la fête de la ville. Cette école a été construite à l'époque de manière très précaire par Elo Sisti, un enseignant de 19 ans originaire de Punta Indio, dans la province de Buenos Aires. Pendant 11 ans, il s'est occupé de l'éducation de l'école, mais aussi des activités sanitaires, comme la vaccination des enfants lorsque l'État envoyait des fonds à cette fin,.